# Saint-Germé
Saint-Germé é uma comuna francesa na região administrativa de Occitânia, no departamento de Gers. Estende-se por uma área de 9,55 km². Em 2010 a comuna tinha 503 habitantes (densidade: 52,7 hab./km²).